# Molgula hodgsoni
Molgula hodgsoni is een zakpijpensoort uit de familie van de Molgulidae. De wetenschappelijke naam van de soort is voor het eerst geldig gepubliceerd in 1910 door Herdman.